# Tempio di Afrodite Urania
Il Tempio di Afrodite Urania (Βωμός Αφροδίτης Ουρανίας Vomós Afrodítis Ouranías) è un tempio dell'Agorà ateniese, consacrato ad Afrodite, detta Afrodite Urania. Venne eretto agli inizi del V secolo avanti Cristo.